# Iris (anatomia)
|  | «Iris» redirigeix aquí. Vegeu-ne altres significats a «Iris (desambiguació)». |

L'iris és una membrana circular, pigmentada i contràctil, de l'ull situada davant del cristal·lí. En el seu centre es troba l'obertura anomenada pupil·la. Forma part de l'úvea que està banyada per l'humor aquós. Divideix la part anterior de l'ull en dues cavitats: la cambra anterior i la cambra posterior.
Diagrama de la part anterior de l'ull humà. 1. Cos ciliar, 2. Cambra posterior, 3. Iris, 4. Pupil·la, 5. Còrnia, 6. Cambra anterior, 7. Zònula ciliar o lligament suspensori del cristal·lí, 8. Cristal·lí.
L'iris s'encarrega de controlar la quantitat de llum que entra dins l'ull. A més, dona color als ulls.